# Fritz Köpcke
Fritz Köpcke (né le 6 octobre 1914 et mort le 15 octobre 1990) était un arbitre est-allemand de football. Il était affilié à la ville de Wusterhausen/Dosse.
Débutant en 1952, il arbitre en première division est-allemande en 1955 et il est arbitre international dans les années 1960. Il arrête sa carrière en 1967.

## Carrière
Il a officié dans des compétitions majeures :
- Coupe de RDA de football 1951-1952 (finale)
- Coupe de RDA de football 1956 (finale)
- Coupe de RDA de football 1965-1966 (finale)